# Астырев, Николай Михайлович
Николай Михайлович Астырев (16 (28) ноября 1857, Тихвин, Новгородская губерния — 3 (15) июня 1894, Москва) — русский беллетрист и статистик XIX века.

## Биография
Родился 16 (28) ноября 1857 года в Тихвине Новгородской губернии.
Учился в 6-й Московской гимназии, откуда в 1873 году перешёл в Московское реальное училище. После окончания училища в 1876 году, переехав в Санкт-Петербург, поступил в Институт инженеров путей сообщения), но, не кончив курса, удалился в деревню, где сделался волостным писарем. Здесь он близко познакомился с народной жизнью, представленной им в целом ряде очерков, частью помещённых в журнале «Вестник Европы»; в 1886 году часть своих очерков Астырев издал отдельно, под заглавием «В волостных писарях. Очерки крестьянского самоуправления».
В 1884 году по приглашению В. И. Орлова начал работать в статистическом бюро Московского губернского земтства и написал целый ряд статей, помещённых в «Ежегоднике Московского губернского земства» за 1884—1886 годы. В 1887 году Министерством государственных имуществ он был направлен в Сибирь; вместе с Л. С. Личковым, Е. А. Смирновым и М. М. Дубенским он исследовал Иркутскую и Енисейскую губернии, причём ими был применён метод земских статистических работ. Результаты этого исследования были изданы под заголовком «Материалы по исследованию землепользования и хозяйственного быта сельского населения Иркутской и Енисейской губерний». Многие главы в этом труде были написаны самим Астырёвым. Кроме того Астырев помещал статьи в изданиях «Русские ведомости», «Русская мысль», «Юридический вестник» и «Сборнике Саратовского Земства».
С 1888 года он заведовал статистическим бюро в Иркутске; выступал против идеологии сибирского областничества, полемизируя с Н. М. Ядринцевым. 

Вернувшись в Москву, в 1892 году  напечатал в нелегальной типографии прокламацию «Первое письмо к голодающим крестьянам» (от «мужицких доброхотов»), был арестован, приговорён к административной высылке в Сибирь, но, вследствие болезни, оставлен в Москве, где и умер 3 (15) июня 1894 года. Похоронен на Ваганьковском кладбище (23 уч.).
Лично Астырева я не знал, но на похоронах его был и помню их.
Несмотря на то, что многие из москвичей на лето разъехались по разным местам, за гробом шла порядочная толпа, — сотрудники «Русских Ведомостей», в которых Астырев помещал свои рассказы, студенты, кое-кто из пишущих.
Могила была вырыта недалеко от могилы Левитова, в уголке народников. Когда гроб стали опускать в землю, какой-то молодой человек в сером пальто взобрался на чей-то, стоящий рядом с могилой, памятник и произнес очень смелую по тогдашнему времени речь. Он говорил о виновниках смерти этого писателя, говорил, что перетерпел Астырев при жизни и закончил свою речь так: «Кто же является убийцами этого человека? — Убийцы его — та небольшая кучка людей, которая забрала в свои руки власть и именуется русским правительством! И теперь перед этой могилой мы можем сказать: Долой самодержавие!»
Мы — присутствующие, этими словами были поражены, как громом, так как многим было известно, что в толпе находились переодетые жандармы и охранники.

А гром действительно разразился, как только неизвестный окончил свою речь: — за деревьями мы не видали, как надвинулась черная туча, блеснула молния, ударил гром и хлынул ливень.